# Assumpta Escarp
Assumpta Escarp Gibert, née en 1957 à Tarrasa, est une femme politique espagnole membre du Parti des socialistes de Catalogne (PSC). Députée au Parlement de Catalogne, elle en est la deuxième vice-présidente depuis octobre 2021.

## Biographie
Assumpta Escarp étudie le droit à l'université de Barcelone et milite en même temps au Parti socialiste unifié de Catalogne (PSUC). Elle obtient une maîtrise en gestion publique.
En 1985, elle commence à travailler à l'Hospital del Mar et rejoint le Parti des socialistes de Catalogne (PSC).
Elle participe en 1990 à la création de l'université Pompeu-Fabra, puis rejoint en 1991 les services de la mairie de Barcelone. En 1995, elle est nommée directrice du cabinet de l'adjoint au maire Joan Clos. Lorsque Clos devient maire en 1997, elle devient sa directrice de cabinet.
Aux élections municipales de 2003, elle est élue conseillère municipale de Barcelone, et est réélue lors des élections municipales de 2007 et de 2011.
Lors des élections de 2015, elle est candidate dans la circonscription de Barcelone avec le PSC. Depuis, Assumpta Escarp a été réélue en tant que députée lors des élections de 2017 et 2021.
Assumpta Escarp est élue le 5 octobre 2021 deuxième vice-présidente du Parlement de Catalogne, remplaçant Eva Granados, désignée sénatrice par le Parlement de Catalogne.